# 大器晩成
| ウィキペディアには「大器晩成」という見出しの百科事典記事はありません（タイトルに「大器晩成」を含むページの一覧/「大器晩成」で始まるページの一覧）。 代わりにウィクショナリーのページ「大器晩成」が役に立つかもしれません。 |